# Australian Defence Force
De Australian Defence Force (ADF) is de militaire organisatie van Australië. Ze bestaat uit drie "onderdelen":
- Australian Army
- Koninklijke Australische marine
- Royal Australian Air Force

## Rol in de Australische buitenlandpolitiek
Australië neemt met zijn krijgsmacht, die de sterkste in de Oceanische regio is, deel aan zowel vredesmissies als offensieve acties waaronder de oorlog in Afghanistan en de Irakoorlog (als deel van de multinationale troepenmacht in Irak). De Australische krijgsmacht heeft traditioneel nauwe banden met het Verenigd Koninkrijk alsook de Verenigde Staten wat betreft militaire samenwerking.
Na het einde van de Irakoorlog trok Australië het grootste deel van zijn troepen in Irak terug. Een contingent van 150 soldaten bleef nog tot 31 juli 2009 in het land gestationeerd. Sinds 2011 zijn tot 1550 Australische soldaten in Afghanistan gestationeerd.

## Opperbevel
De ADF wordt in de Australische grondwet in de regels van de uitvoerende macht vermeld. Artikel 68 van de Commonwealth of Australia Constitution Act uit 1900 luidt als volgt:
The command in chief of the naval and military forces of the Commonwealth is vested in the Governor-General as the Queen's representative“
Vertaling: "Het opperbevel van de zeemacht en het leger berust bij de gouverneur-generaal van Australië als plaatsvervanger van de koningin" (een luchtmacht wordt niet vermeld omdat vliegtuigen destijds nog niet bestonden).
In de praktijk is de Australische minister van defensie samen met zijn ondergeschikte ministers en staatssecretarissen de bevelhebber van de ADF. Alleen besluiten die volgens de veiligheidsraad van het kabinet van nationaal belang zijn worden door het kabinet genomen.
Na een besluit verwijst de minister van defensie dit door naar de gouverneur-generaal, die de uiteindelijke beslissing neemt. Deze volgt meestal het advies van de minister en hiermee is formeel aan de grondwet voldaan.

## Structuur
De ADF bestaat uit het Australische leger, de koninklijke Australische marine en de koninklijke Australische luchtmacht. De ADF is deel van de Australian Defence Organisation, waar naast de legeronderdelen ook ondersteunende burgeronderdelen en de Defence Intelligence Organisation (DIO), de Defence Materiel Organisation (DMO) en de Defence Science and Technology Organisation (DSTO) behoren.
Sinds 1989 behoort Australië tot de belangrijke niet-NAVO-bondgenoten van de Verenigde Staten.